# Distrito de Coburgo
Es uno de los 71 distritos en que está dividido administrativamente el estado alemán de Baviera.

## Historia
La historia del distrito es influida en gran parte por la ciudad de Coburgo. De 1826 a 1918, la región formaba parte del diminuto ducado de Sajonia-Coburgo-Gotha (ver Turingia). Después de la Primera Guerra Mundial la porción de Coburgo de este estado se decidió unir a Baviera. El distrito actual es idéntico a esa porción, pero excluye la ciudad de Coburgo y Königsberg, que forma parte del distrito de Haßberge. 

## Geografía
El distrito se localiza en el montuoso país entre los Montañas de Turingia y el valle del Meno.

## Pueblos y municipalidades
| Pueblos                                          | Municipalidades                                                            | |
| ------------------------------------------------ | -------------------------------------------------------------------------- | -------------------------------------------------------------------------------------------------- |
| 1. Bad Rodach 2. Neustadt 3. Rödental 4. Seßlach | 1. Ahorn 2. Dörfles-Esbach 3. Ebersdorf 4. Großheirath 5. Grub 6. Itzgrund | 1. Lautertal 2. Meeder 3. Niederfüllbach 4. Sonnefeld 5. Untersiemau 6. Weidhausen 7. Weitramsdorf |